# Ust'-Belaja
Ust'-Belaja (in russo Усть-Белая?) è un villaggio situato nel Circondario autonomo della Čukotka, nell'estremo oriente russo; si trova alla confluenza dei fiumi Belaja ed Anadyr', circostanza alla quale si deve l'origine del toponimo (che in russo significa appunto confluenza del Belaja).
Il paese è stato in passato il capoluogo dell'Anadyrskij rajon.

## Storia
Sebbene l'insediamento sia stato fondato da coloni provenienti da Markovo verso la fine del XIX - inizio del XX secolo, l'area nelle vicinanze era popolata già durante il neolitico: lo indica il ritrovamento, in una tomba nelle vicinanze di Ust'-Belaja, della punta di un arpione (datata attorno al 3000 a.C.); tale reperto testimonia tra l'altro come a quei tempi fosse già sviluppata la caccia al tricheco.

## Economia
La principale attività economica del villaggio è l'allevamento della renna effettuato in maniera tradizionale, vista anche l'elevata (più di due terzi) percentuale indigena della popolazione.